# 培菈基雅
培菈基雅，又被稱為安條克的培菈基雅、懺悔者培菈基雅、妓女培菈基雅，是基督教聖人與隱修士。她的瞻禮日與童貞女培菈基雅與大數的培菈基雅一同在十月八日被慶祝。培菈基雅因為極端的禁慾而死，當時她的身形已經憔悴到難以辨別其為女性。根據東正教傳統，她被埋葬在自己的隱居之所。當人們在她死後，發現她其實是名女性時感到吃驚。雖然教父們試圖保守這個秘密，但謠言還是傳開了，她的遺骨吸引了遠自耶利哥與約旦河谷的朝聖者前來瞻仰。她同樣是多位女性古典基督教曠野隱修者之一，她們的性別身分常引發爭議。這是因為傳奇中對她們的外貌描述常常帶有陽性氣質。

## 傳奇
培菈基雅的故事被認為是由赫利奧波利斯（今巴勒貝克）教會的執事詹姆斯或雅各所記述的。他寫道她是安提阿城中最著名的女演員與娼婦之一。
在一次城市的教會會議期間，她騎著驢子經過，身邊圍繞著隨從與群眾。她身上塗著香水，不端地未戴頭巾，身體的輪廓在金色布料、珍珠與寶石的裝飾下清晰可見，這些華服從她裸露的肩膀一直垂至雙足。多數神父羞於觀看而轉移目光，但主教聖農努斯（Nonnus）卻直視她，並坦言自己對此感到悲傷。他譴責自己與自己的同事，認為大家對靈魂的關注不如她對外表的重視。
她出現在主日彌撒中，農努斯的講道談及地獄與天堂的美好，這促使了她悔改。她派兩名僕人跟蹤農努斯回住所，隨後寫下蠟板書信，譴責自己的行為舉止，但也尋求那位「來到世上並非為了義人，而是為了拯救罪人」的上帝的憐憫。農努斯回信給這位匿名者，說上帝認識她與她的過去，也願意接納她，但須在其他主教面前接受接見。
她前往殉道者朱利安教堂見他們；當農努斯要求她保證不再回到舊生活時，她跪倒在地，威脅說若不讓她加入教會，她未來的一切罪過將在審判之日算在農努斯身上。大主教得知後，派女執事羅瑪娜（Romana）為她準備洗禮衣。農努斯聽了她的懺悔，並為她施洗，由羅瑪娜擔任她的教母。
不久之後，魔鬼出現，抱怨她皈依，但當培菈基雅畫十字與向他吹氣時，魔鬼被驅逐了。第二晚魔鬼再次來臨，又被同樣方式擊退。第三日，培菈基雅命僕人盤點她的財物，隨後將一切交給農努斯，分發給寡婦、孤兒與城市中的窮人。她親手除去奴僕們的金項圈，並釋放了所有男女奴隸，之後與羅瑪娜一同生活。
就在要脫下洗禮衣的前一晚，她穿上農努斯的一件修士長袍，在黑暗中離開，並前往耶路撒冷，在橄欖山上建了一個修行小屋。根據拉丁譯本，她的小屋由四面牆與一扇窗組成；而敘利亞文譯本則描述此建築可以自由進出。
她在那裡生活了三到四年，以「佩拉吉烏斯」之名偽裝成男性隱士或閹人。最後她因極端苦修導致身體過度消瘦而死去，同時直到此時，因為禁慾讓外表失去原有的美麗，甚至無法辨識出本來是女性。根據東正教傳統，培菈基雅被埋葬在自己的隱修所中。當人們在塗油時，發現這位著名修士竟是一名女性時非常驚訝，聖父們試圖保密，但流言終究傳開，她的遺骨吸引了從耶利哥與約旦河谷遠道而來的朝聖者。
拉丁與敘利亞譯本記載敘述者詹姆斯曾在她死前拜訪過她一次，並受到農努斯的鼓勵。當他抵達培菈基雅所住的修行小屋，敲窗時，她立刻認出他。但儘管她認得他，他卻未能認出她，並以為自己是第一次見到名為佩拉吉烏斯的修士，而不是曾為娼妓的女信徒培菈基雅。

## 歷史
安提阿的聖培菈基雅常被拿來和其他隱居沙漠的女性苦修者相比，例如埃及的瑪莉雅或聖塔伊絲。這些聖人傳記大多有相對清楚的起源與流傳脈絡，通常是透過口述一代代傳下來。然而，聖培菈基雅的故事來源模糊，也因此在學術界引發不少爭議。
目前主要有兩種關於她起源的看法。第一種認為，早在執事詹姆斯記錄之前近千年，聖安波羅修就已描述過一位歷史上的安提阿的聖培菈吉婭，她才是真正被後來當作修士佩拉吉烏斯的原型人物。